# Polygonum orientale
Polygonum orientale es una especie de planta fanerógama de la familia de las poligonáceas.

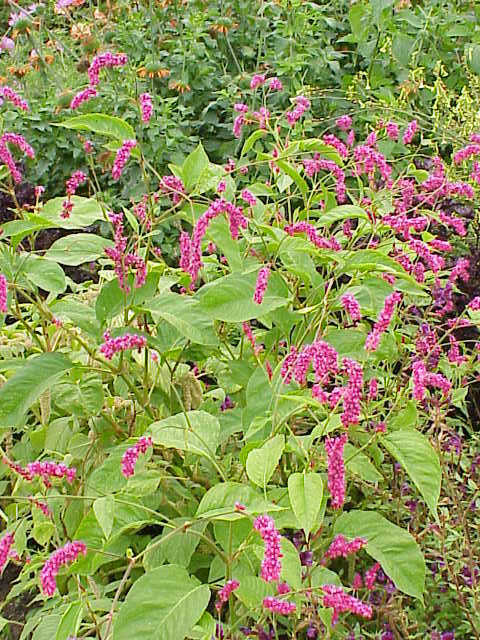
P.orientale

## Descripción
El cordón de cardenal  (Polygonum orientale) es una especie anual del este y sudeste de Asia y Australia que alcanza 1,5 m de alto. Sus hojas son grandes, algo acorazonadas y alargadas, y alcanzan 20 cm de longitud. Las flores, rosa vivo a rosa purpúreo o blancas, se abren desde el final del verano en grandes espigas ramificadas ligeramente péndulas.

## Taxonomía
Polygonum orientale fue descrita por  Carlos Linneo y publicado en Species Plantarum 1: 362. 1753.
Etimología
Ver: Polygonum
orientale: epíteto geográfico que alude a su localización en "oriente".
Sinonimia
- Persicaria orientalis (L.) Spach.
- Persicaria pilosum Roxb.
- Amblyogonum orientale (L.) Nakai
- Amblygonum pilosum (Roxb. ex Meisn.) Nakai
- Goniaticum solitarium Stokes
- Heptarina orientalis (L.) Raf.
- Lagunea cochinchinensis Lour.
- Lagunea orientalis (L.) Nakai
- Lagunea orientalis var. pilosa (Roxb. ex Meisn.) Nakai
- Persicaria cochinchinensis (Lour.) Kitag.
- Persicaria pilosa (Roxb.) Kitag.
- Polygonum amoenum Blume
- Polygonum cochinchinense Meisn.
- Polygonum cordobense Lindau
- Polygonum pilosum Roxb. ex Wall.
- Polygonum pilosum Roxb. ex Meisn.
- Polygonum torquatum Bruyn
- Polygonum torquatum Bruijn[2]

## Nombres comunes
- disciplinas de monja, gitanas, golillas de corte.[3]